# Atypophthalmus inustus
Atypophthalmus inustus är en tvåvingeart som först beskrevs av Johann Wilhelm Meigen 1818.  Atypophthalmus inustus ingår i släktet Atypophthalmus och familjen småharkrankar. Arten är reproducerande i Sverige. Inga underarter finns listade i Catalogue of Life.